# 니와촌
니와촌(新和村)은 사이타마현 미나미사이타마군에 존재했던 촌이다. 

## 지리
- 사이타마현 미나미사이타마 지역의 서부에 위치한다.
- 이 지구는 오미야 고원의 이와쓰키 지대와 아야세강과 모토아라강이 만들어낸 충적평야로 이루어져 있다.
- 현재의 사이타마시 이와쓰키구의 남단에 해당한다.

## 역사
- 1889년 4월 1일 - 정촌제 시행에 의해 미나미사이타마군 니와촌이 성립하였다.
- 1954년 5월 3일 - 와도촌, 가와도리촌,  가시와자키촌, 가와이촌. 지온지촌과 합병해, 미나미사이타마군 이와미정이 성립하여, 니와촌은 소멸하였다.
- 1954년 7월 1일 - 이와미정이 시로 승격해 이와미시가 되었다.
- 2005년 4월 1일 - 이와미시가 사이타마시에 편입해, 동시 이와미구가 되었다.

## 참고문헌
- 「角川日本地名大辞典」編纂委員会『角川日本地名大辞典 11 埼玉県』角川書店、1980年7月8日。ISBN 4040011104。